# Xysticus lindbergi
Xysticus lindbergi là một loài nhện trong họ Thomisidae.
Loài này thuộc chi Xysticus. Xysticus lindbergi được Carl Friedrich Roewer miêu tả năm 1962.